# Electracma hemichroa
Electracma hemichroa är en fjärilsart som beskrevs av Edward Meyrick 1906. Electracma hemichroa ingår i släktet Electracma och familjen vecklare. Inga underarter finns listade i Catalogue of Life.